# Ptecticus costaricensis
Ptecticus costaricensis är en tvåvingeart som beskrevs av James 1982. Ptecticus costaricensis ingår i släktet Ptecticus och familjen vapenflugor.
Artens utbredningsområde är Costa Rica. Inga underarter finns listade i Catalogue of Life.